# 奧蘭治 (德克薩斯州)
奧蘭治（英語：Orange）是一個位於美國德克薩斯州橙縣的城市。根據2010年美國人口普查，該地共人口18595人，而該地的面積約為53.80平方千米。同時該地也是橙縣的縣治。

## 地理
奧蘭治的座標為30°06′33″N 93°45′33″W / 30.10917°N 93.75917°W，而該地的平均海拔高度為2米（即7英尺）。